# Zendaya
Zendaya Maree Stoermer Coleman (Oakland, 1 de setembro de 1996), conhecida apenas como Zendaya, é uma atriz, cantora e compositora estadunidense. Sua carreira artística abrange trabalhos na televisão, cinema, moda e música. Além de seus papéis de destaque como Rocky Blue em Shake It Up (2010–2013) e KC Cooper em KC Undercover (2014–2018), Zendaya obteve maior notoriedade na televisão como Rue Bennett em Euphoria (2019 – presente), pela qual ganhou dois Prêmios Emmy de melhor atriz em série dramática nos anos de 2020 e 2022. No cinema, Zendaya é conhecida pelos papéis de Michelle "MJ" Jones nos filmes do super-herói Homem-Aranha no Universo Cinematográfico Marvel (MCU), Anne Wheeler no filme musical The Greatest Showman (2017) e Chani nos filmes distópicos Duna (2021) e Dune: Part Two (2024). Em 2022, foi nomeada pela revista Time como uma das 100 pessoas mais influentes do ano.

## Biografia
Zendaya nasceu em dia 1 de setembro de 1996, em Oakland, Califórnia. A atriz tem dois irmãos e três irmãs: Austin, Julien, AnnaBella, Kaylee e Katianna. Seu pai é afro-americano de ascendência nigeriana; sua mãe tem ascendência alemã e escocesa. O seu nome é derivado de "tenda(y)i", que significa "agradecer" em xona, língua falada pelo povo xona, nativos do Zimbábue, no norte do rio Lundi, e no sul de Moçambique). Zendaya estudou no Cal Shakes Conservatory Program e no American Conservatory Theater. Passou três anos dançando com o grupo de dança Future Shock Oakland, onde dançavam hip hop e hula.
No Oscar de 2015, Zendaya usou dreads no cabelo e foi alvo de críticas racistas da apresentadora Giuliana Rancic, do programa Fashion Police. A atriz respondeu às críticas dizendo: “Existe uma linha tênue entre o que é engraçado e o que é desrespeitoso. (...) Dizer que uma jovem mulher de 18 anos com locs deve cheirar a óleo de patchouli ou 'maconha' não é apenas um enorme estereótipo, mas é extremamente ofensivo. O meu pai, o meu irmão, o meu melhor amigo de infância e os meus primos pequenos usam locs. (...) Já existe uma crítica muito dura aos cabelos de afro-americanos na sociedade sem a ajuda de pessoas ignorantes que julgam aos outros de acordo com as curvas dos seus cabelos. Usei os locs no tapete vermelho do Oscar para ajudar a mostrá-los sob uma luz positiva, para lembrar às pessoas não-brancas de que o nosso cabelo é bom o suficiente." Na internet, diversas pessoas e apresentadores demonstraram apoio à Zendaya e a apresentadora acabou pedindo desculpas pela piada.
Zendaya tem sua própria linha de sapatos para os dois gêneros, e em novembro de 2016 lançou a sua linha de roupas.

### 2009–2013

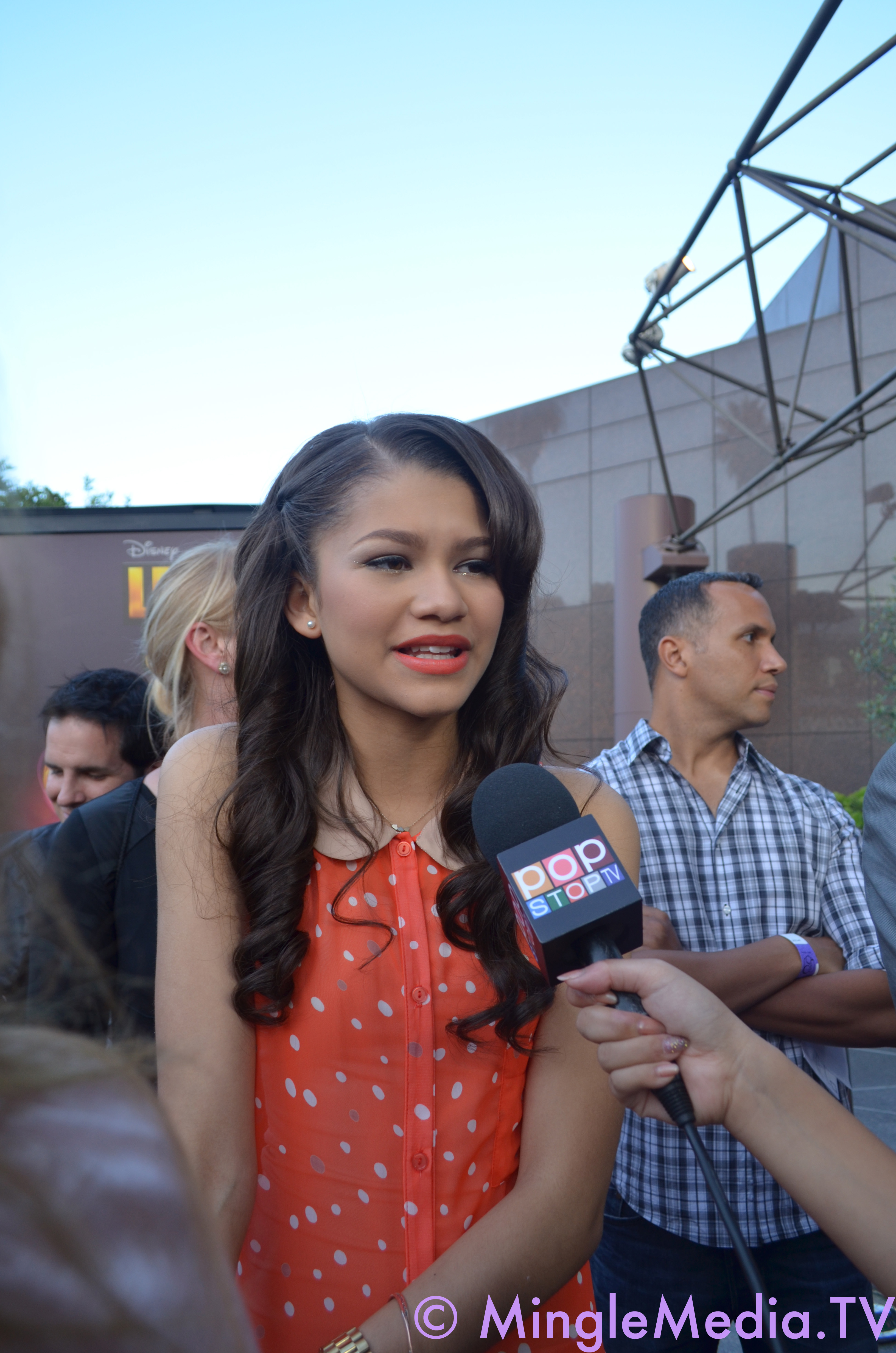
Zendaya na estreia do filme "Let It Shine", da Disney Channel, em 2012

Zendaya começou a sua carreira como modelo para a agência Macy's, Mervynsee e Old Navy. Ela foi destaque em um anúncio de brinquedos iCarly, juntamente com Stefanie Scott. Ela também apareceu como dançarina de apoio num comercial do Disney Channel, estrelado por Selena Gomez. Em 2009 foi destaque no Kidz Bop da música "Hot n Cold", música de Katy Perry. Ela fez o teste para o papel de Rocky Blue para se juntar ao elenco de Dance, Dance Chicago, que mais tarde foi alterado para Shake It Up (No Ritmo). Em 2011 Zendaya lançou seu single "Swag It Out", uma canção de selo independente. Ela também estrelou o trailer do livro "From Bad To Cursed" de Katie Alender. No dia 21 de julho, Zendaya lançou "Watch Me", um dueto com Bella Thorne e atingiu a 86º posição na Billboard Hot 100. O seu primeiro papel no cinema foi em 2012, no filme Frenemies, um filme original da Disney Channel. No dia 29 de fevereiro de 2012 foi lançado "Something to Dance For", música de Zendaya para Shake It Up (No Ritmo). No dia 2 de setembro de 2012, ela assinou com a gravadora Hollywood Records. Em março de 2013, Zendaya tornou-se uma concorrente na décima sexta temporada do Dancing with the Stars, ela destronou Shawn Johnson como a concorrente mais jovem a aparecer no programa. O seu parceiro profissional foi Valentin Chmerkovskiy. Apesar de receber elogios dos juízes e ganhar a maior pontuação, ela ficou como vice-campeã, perdendo para Kellie Pickler e o seu parceiro Derek Hough.
O seu single de estreia, "Replay", foi lançado como single no dia 16 de julho de 2013. A canção atingiu a 40º posição na Billboard Hot 100 e foi certificada platina pela RIAA. O seu primeiro álbum de estúdio, intitulado Zendaya, foi lançado no dia 17 de setembro de 2013 pela Hollywood Records e estreou na Billboard 200 no número 21, vendendo cerca de 7.458 cópias na sua primeira semana.

### 2014–2019
Em 2014, Zendaya lançou dois vídeos promocionais para a canção "My Baby", a versão do álbum no dia 28 de janeiro e a versão remix, de TY$, Iamsu e Bobby Brackins no dia 15 de fevereiro.
Em seguida, foi lançado Zapped, filme original do Disney Channel, onde Zendaya é protagonista e interpretou Zoey Stevens. Em maio de 2014 foi revelado que Zendaya tinha sido escalada como protagonista de uma nova sitcom do Disney Channel, intitulada K.C. Undercover. A sitcom conta a história de uma estudante do ensino médio, que treina para seguir os passos dos pais e se tornar uma espiã secreta. A série estreou oficialmente no dia 18 de janeiro de 2015, nos Estados Unidos, e no Brasil estreou no dia 19 de abril. No dia 17 de outubro de 2014, foi anunciado que Zendaya está a trabalhar no seu segundo álbum, esperado para ser lançado em 2015. No dia 20 de janeiro de 2015, foi lançado na conta do Disney Channel no canal Vevo, a canção "Keep It Undercover" de Zendaya para sua série K.C. Undercover.
Zendaya revelou a revista InStyle que vai lançar uma linha de sapatos em parceira com seu stylist, Law Roach em 2015. A ideia é criar sapatos com variados modelos: tênis, sandálias, sapatilhas, botas... "Me inspiro em todas as meninas jovens e nas mulheres que trabalham e não querem necessariamente gastar 'trilhões' de dólares, mas querem um bom sapato", disse.
Zendaya participou do videoclipe da música Bad Blood da cantora Taylor Swift em parceria com Kendrick Lamar, interpretando a personagem Cut Throat, o videoclipe também conta com a participação de Selena Gomez, Hayley Williams, Ellie Goulding, Cara Delevingne e vários outros artistas. Ela estreou na premiação musical Billboard Music Awards, no dia 17 de maio de 2015, e atualmente está com mais de 100 milhões de exibições. No mesmo ano Zendaya foi a apresentadora do Radio Disney Music Awards, uma premiação anual realizada pela Radio Disney e transmitida pelo canal Disney Channel.
Em 2016, Zendaya conseguiu a sua primeira participação num filme: Spider-Man: Homecoming, que foi lançado em julho de 2017. Ela interpreta uma estudante do ensino médio chamada Michelle Jones (os seus amigos chamam-lhe de MJ). O filme arrecadou 117 milhões de dólares no seu primeiro fim de semana de estreia, classificando o número um na bilheteria.
Zendaya também co-estrelou como uma acrobata no filme musical The Greatest Showman, lançado em dezembro de 2017, ao lado de Hugh Jackman e Zac Efron. A sua personagem chama-se Anne Wheeler e faz par romântico com Philip (Zac Efron).
Ela ingressou para atuar e produzir o filme A White Lie, como Anita Hemmings, uma mulher afro-americana de pele clara que era descendente de escravos e se fingia de branca para poder estudar na Vassar College durante a década de 1890.
Em 2019, Zendaya foi convidada para protagonizar a série Euphoria, sendo esse o seu primeiro grande trabalho na televisão americana.

## Outros empreendimentos

### Trabalhos de caridade
Em setembro de 2012, Zendaya foi destaque junto com o rapper Lil Wayne e o jogador da NBA, LeBron James, em uma apresentação de " Scream and Shout " por Will.I.Am e Britney Spears para um comercial de televisão para Beats pelo Dr. Dre Color. Zendaya é o rosto de "X-Out", a linha de roupas de Madonna "Material Girl", CoverGirl e Chi Hair Care.
Zendaya é uma embaixadora de comboio da esperança. Zendaya gravou o ‘All Leg de John legend’ com uma parte dos rendimentos indo para Convoy of Hope. Ela também comemorou seu aniversário de 18 anos com uma campanha para ajudar a alimentar pelo menos 150 crianças com fome no Haiti, na Tanzânia e nas Filipinas através do feedONE. Zendaya comemorou seu aniversário de 20 anos com uma campanha para levantar US $ 50 mil para apoiar a Iniciativa de Empoderamento das Mulheres do Convoy.

### Livro
Em 6 de agosto de 2013, Zendaya lançou seu livro de estreia, Between U and Me: How to Rock Your Tween Years with Style and Confidence.

### Moda
Em 2013, Zendaya começou a trabalhar em uma linha de roupa, inspirada em suas roupas em Shake It Up, a linha de Roupa Shake It Up Dance de Zendaya. A coleção apresenta roupas divertidas para meninas, legwarmers, shorts, casacos, faixas e roupas de atletismo e acessórios ativos. No verão de 2015 com o Carmex, Zendaya anunciou que estaria lançando sua própria linha de roupas chamada Daya por Zendaya. Sua coleção de sapatos "Sole of Daya" foi lançada logo em seguida. Em 2014, Zendaya foi juíza convidada em um episódio de Project Runway: Under the Gunn. Neste episódio, os designers (concorrentes) receberam o desafio de criar uma roupa para o Zendaya usar em uma performance de concerto próxima. Em 2016, ela foi uma juíza convidada no final da temporada de Project Runway temporada 15.

## Vida pessoal
Zendaya passou três anos de dança em um grupo de dança chamado Future Shock Oakland. O grupo fez hip hop e dança hula quando ela tinha oito anos. Zendaya atualmente vive em Los Angeles com sua família e o cão, um schnauzer gigante chamado Noon. Os seus interesses incluem canto, dança e desenhar roupas. Ela também é vegetariana.
Desde 2017, namora o ator Tom Holland, que conheceu nas filmagens de Homem Aranha: De Volta ao Lar.

## Filmografia

### Cinema
| Ano  | Título                            | Papel               | Notas        |
| ---- | --------------------------------- | ------------------- | ------------ |
| 2012 | Aminimigos                        | Halley Brandon      |              |
| 2014 | Zapped                            | Zoey Stevens        |              |
| 2017 | Homem-Aranha: De Volta ao Lar     | Michelle "MJ" Jones | [ 32 ]       |
| 2017 | O Rei do Show                     | Anne Wheeler        |              |
| 2018 | PéPequeno                         | Meechee (Voz)       | [ 33 ]       |
| 2019 | Homem-Aranha: Longe de Casa       | Michelle "MJ" Jones |              |
| 2021 | Malcolm & Marie                   | Marie               |              |
| 2021 | Duna                              | Chani               |              |
| 2021 | Homem-Aranha: Sem Volta para Casa | Michelle "MJ" Jones |              |
| 2024 | Challengers                       | Tashi Donaldson     | Produtora    |
| 2024 | Duna: Parte 2                     | Chani               | [ 34 ]       |
| 2026 | The Odyssey                       |                     | Filmando     |
| 2026 | Shrek 5                           | Felicia (voz)       | [ 36 ]       |
| TBA  | The Drama                         |                     | Pós-produção |

### Televisão
| Ano           | Título                 | Papel                           | Notas                            |
| ------------- | ---------------------- | ------------------------------- | -------------------------------- |
| 2010–2013     | No Ritmo               | Rocky Blue                      |                                  |
| 2011          | Boa Sorte, Charlie!    | Rocky Blue                      | Episódio: "Charlie Shakes It Up" |
| 2012          | Programa de Talentos   | Sequoia Jones                   | Episódio: "Creative consultANT"  |
| 2013          | Dancing with the Stars | Participante (2º Lugar)         | Temporada 16                     |
| 2015-2018     | Agente KC              | Katrina Charlotte "K.C." Cooper |                                  |
| 2015          | Black-ish              | Rasheida                        | Episódio: "Daddy's Day"          |
| 2019          | The OA                 | Fola                            | Episódios: "1, 5 e 7"            |
| 2019–presente | Euphoria               | Rue Bennett                     | Produtora                        |

## Discografia
Álbuns de estúdio
| Título                                                                     | Detalhes                                                                                             | Melhor posição |
| Título                                                                     | Detalhes                                                                                             | US             |
| -------------------------------------------------------------------------- | --- | -------------- |
| Zendaya                                                                    | - Lançamento: 17 de setembro de 2013 - Gravadora: Hollywood Records - Formatos: CD, digital download | 51             |
| "—" representa que não alcançou nenhuma posição em determinado território. | |                |

## Prêmios e indicações
| Ano  | Prêmio                               | Categoria | Trabalho                                      | Resultado | Ref.   |
| ---- | ------------------------------------ | --- | --------------------------------------------- | --------- | ------ |
| 2011 | Young Artist Award                   | Melhor Elenco Jovem em Série de Televisão (com Bella Thorne, Davis Cleveland, Roshon Fegan, Adam Irigoyen, Kenton Duty e Caroline Sunshine) | Shake It Up                                   | Indicado  | [ 40 ] |
| 2012 | Young Artist Award                   | Melhor Performance em Série de Televisão – Atriz Jovem Principal                                                                            | Shake It Up                                   | Indicado  | [ 41 ] |
| 2012 | Young Artist Award                   | Melhor Elenco Jovem em Série de Televisão (com Bella Thorne, Davis Cleveland, Roshon Fegan, Adam Irigoyen, Kenton Duty e Caroline Sunshine) | Shake It Up                                   | Indicado  | [ 41 ] |
| 2012 | NAACP Image Awards                   | Melhor Performance em Série Infantil/Juvenil ou Especial                                                                                    | Shake It Up                                   | Indicado  | [ 42 ] |
| 2013 | Young Artist Awards                  | Melhor Performance em Telefilme, Minissérie, Especial ou Piloto – Atriz Jovem Principal                                                     | Aminimigos                                    | Indicado  | [ 43 ] |
| 2013 | Radio Disney Music Awards            | Melhor Videoclipe | "Fashion Is My Kryptonite"                    | Indicado  |        |
| 2014 | Radio Disney Music Awards            | Melhor Artista | Ela mesma                                     | Indicado  | [ 44 ] |
| 2014 | Radio Disney Music Awards            | Melhor Estilo | Ela mesma                                     | Venceu    | [ 44 ] |
| 2014 | BET Awards                           | Prêmio Jovem Estrelas | Ela mesma                                     | Indicado  | [ 45 ] |
| 2014 | Teen Choice Awards                   | Melhor Artista Musical | Ela mesma                                     | Indicado  | [ 46 ] |
| 2014 | Teen Choice Awards                   | Melhor Estilo | Ela mesma                                     | Venceu    | [ 46 ] |
| 2015 | Radio Disney Music Awards            | Melhor Estilo | Ela mesma                                     | Indicado  | [ 47 ] |
| 2015 | BET Awards                           | Prêmio Jovem Estrelas | Ela mesma                                     | Indicado  | [ 48 ] |
| 2015 | Teen Choice Awards                   | Atriz de Televisão Escolhida: Comédia | K.C. Undercover                               | Indicado  |        |
| 2016 | Nickelodeon Kids' Choice Awards      | Atriz de Televisão Favorita | K.C. Undercover                               | Venceu    | [ 49 ] |
| 2016 | Radio Disney Music Awards            | Melhor Estilo | Ela mesma                                     | Indicado  | [ 50 ] |
| 2016 | Teen Choice Awards                   | Canção de R&B/Hip-Hop Escolhida | "Something New"                               | Indicado  | [ 51 ] |
| 2016 | Teen Choice Awards                   | Melhor Estilo | Ela mesma                                     | Venceu    | [ 51 ] |
| 2017 | Nickelodeon Kids' Choice Awards      | Estrela de Televisão Favorita | K.C. Undercover                               | Venceu    | [ 52 ] |
| 2017 | Teen Choice Awards                   | Atriz de Televisão Escolhida: Comédia | K.C. Undercover                               | Indicado  | [ 53 ] |
| 2017 | Teen Choice Awards                   | Atriz de Cinema | Spider-Man: Homecoming                        | Venceu    | [ 54 ] |
| 2017 | Teen Choice Awards                   | Melhor Atuação em Cinema | Spider-Man: Homecoming                        | Indicado  | [ 54 ] |
| 2017 | Teen Choice Awards                   | Melhor Twit | Ela mesma                                     | Indicado  | [ 54 ] |
| 2017 | Teen Choice Awards                   | Melhor Estilo | Ela mesma                                     | Indicado  | [ 54 ] |
| 2017 | Teen Choice Awards                   | Atriz Mais Bonita | Ela mesma                                     | Indicado  | [ 54 ] |
| 2018 | Nickelodeon Kids' Choice Awards      | Melhor Atriz de Televisão | K.C. Undercover                               | Indicado  | [ 55 ] |
| 2018 | Nickelodeon Kids' Choice Awards      | Atriz de Cinema Favorita | Spider-Man: Homecoming e The Greatest Showman | Venceu    | [ 55 ] |
| 2018 | Prêmio Saturno                       | Melhor Ator Jovem | Spider-Man: Homecoming                        | Indicado  |        |
| 2018 | Teen Choice Awards                   | Atriz em Filme de Drama Escolhida | The Greatest Showman                          | Venceu    | [ 56 ] |
| 2018 | Teen Choice Awards                   | Melhor Casal (com Zac Efron) | The Greatest Showman                          | Venceu    | [ 56 ] |
| 2018 | Teen Choice Awards                   | Melhor Beijo (com Zac Efron) | The Greatest Showman                          | Indicado  | [ 56 ] |
| 2018 | Teen Choice Awards                   | Colaboração Escolhida (com Zac Efron) | "Rewrite the Stars"                           | Venceu    | [ 56 ] |
| 2018 | Teen Choice Awards                   | Melhor Estilo | Ela mesma                                     | Indicado  | [ 56 ] |
| 2019 | Alliance of Women Film Journalists   | Melhor Atriz em Animação | Smallfoot                                     | Indicado  | [ 57 ] |
| 2019 | Teen Choice Awards                   | Melhor Atriz em Cinema | Homem-Aranha: Longe de Casa                   | Venceu    |        |
| 2019 | People's Choice Awards               | Atriz de Cinema de 2019 | Homem-Aranha: Longe de Casa                   | Venceu    |        |
| 2019 | People's Choice Awards               | Atriz de Drama de 2019 | Euphoria                                      | Venceu    |        |
| 2019 | IGN Awards                           | Melhor Atuação em Série Dramática | Euphoria                                      | Indicado  | [ 58 ] |
| 2020 | Satellite Awards                     | Melhor Atriz em Série Dramática | Euphoria                                      | Venceu    | [ 59 ] |
| 2020 | Critics' Choice Television Awards    | Melhor Atriz em Série Dramática | Euphoria                                      | Indicado  |        |
| 2020 | Black Reel Awards                    | Melhor Atriz em Série Dramática | Euphoria                                      | Venceu    | [ 60 ] |
| 2020 | Emmy Awards                          | Melhor Atriz em Série Dramática | Euphoria                                      | Venceu    | [ 61 ] |
| 2021 | Critics' Choice Movie Awards         | Melhor Atriz em Cinema | Malcolm & Marie                               | Indicado  |        |
| 2021 | Critics' Choice Movie Awards         | Prêmio #SeeHer | Prêmio Especial                               | Venceu    |        |
| 2021 | Hollywood Critics Association        | Melhor Atriz | Malcolm & Marie                               | Indicado  |        |
| 2021 | Hollywood Critics Association        | Melhor Atriz em Série Limitada, Antológica ou Filme para Televisão                                                                          | Euphoria Two-Part Special                     | Indicado  |        |
| 2021 | Satellite Awards                     | Melhor Atriz em Minissérie ou Telefilme | Euphoria Two-Part Special                     | Indicado  |        |
| 2021 | MTV Movie & TV Awards                | Melhor Performance em um Filme | Malcolm & Marie                               | Indicado  |        |
| 2021 | Black Reel Awards                    | Melhor Atriz | Malcolm & Marie                               | Indicado  |        |
| 2021 | Black Reel Awards                    | Melhor Performance Revelação Feminina | Malcolm & Marie                               | Indicado  |        |
| 2022 | Austin Film Critics Association      | Melhor Elenco | Dune                                          | Indicado  |        |
| 2022 | Georgia Film Critics Association     | Melhor Elenco | Dune                                          | Indicado  |        |
| 2022 | San Diego Film Critics Society       | Melhor Elenco | Dune                                          | Indicado  |        |
| 2022 | Critics' Choice Super Awards         | Melhor Atriz em Filme de Ação | Spider-Man: No Way Home                       | Indicado  |        |
| 2022 | MTV Movie & TV Awards                | Melhor Beijo (compartilhado com Tom Holland                                                                                                 | Spider-Man: No Way Home                       | Indicado  |        |
| 2022 | Saturn Awards                        | Melhor Atriz | Spider-Man: No Way Home                       | Indicado  |        |
| 2022 | Hollywood Critics Association        | Melhor Atriz em Série Dramática | Euphoria                                      | Indicado  |        |
| 2022 | Online Film & Television Association | Melhor Atriz em Série Dramática | Euphoria                                      | Indicado  |        |
| 2022 | Black Reel Awards                    | Melhor Atriz em Série Dramática | Euphoria                                      | Venceu    |        |
| 2022 | Black Reel Awards                    | Melhor Canção Original (compartilhado com Labrinth e Sam Levinson)                                                                          | Euphoria                                      | Venceu    |        |
| 2022 | Emmy Awards                          | Melhor Série Dramática | Euphoria                                      | Indicado  |        |
| 2022 | Emmy Awards                          | Melhor Atriz em Série Dramática | Euphoria                                      | Venceu    |        |
| 2022 | Emmy Awards                          | Melhor Música e Letra Original | Euphoria                                      | Indicado  |        |
| 2022 | Emmy Awards                          | Melhor Música e Letra Original | Euphoria                                      | Indicado  |        |
| 2022 | MTV Movie & TV Awards                | Melhor Performance em um Show | Euphoria                                      | Indicado  |        |
| 2023 | Globo de Ouro                        | Melhor Atriz em Série Dramática | Euphoria                                      | Venceu    |        |
| 2023 | Critics' Choice Television Awards    | Melhor Atriz em Série Dramática | Euphoria                                      | Venceu    |        |
| 2023 | SAG Awards                           | Melhor Atriz em Série Dramática | Euphoria                                      | Indicado  |        |
| 2023 | Satellite Awards                     | Melhor Atriz em Série Dramática | Euphoria                                      | Pendente  |        |
| 2023 | AACTA Internacional Awards           | Melhor Atriz em Televisão | Euphoria                                      | Indicado  |        |